# Phymorhynchus buccinoides
Phymorhynchus buccinoides é uma espécie de gastrópode do gênero Phymorhynchus, pertencente a família Raphitomidae.